# Maria Nirod
La condesa María Nirod (Tsárskoye Seló, 24 de mayo de 1879-Kiev, 11 de octubre de 1965) fue dama de honor en la corte imperial del zar Nicolás y Alejandra de Rusia. Tras la muerte de su marido, se formó como enfermera quirúrgica y ayudó en la consulta de la doctora Vera Gedroits, que se convirtió en su pareja. Tras servir como enfermera en la Primera Guerra Mundial y durante la Revolución Rusa, huyó con sus hijos a Kiev. Trabajó como enfermera quirúrgica en Kiev hasta la muerte de Gedroits y después dirigió una farmacia que proporcionaba medicamentos a los pobres.

## Trayectoria
Maria Dmitrievna Mukhanova nació el 24 de mayo de 1879 en Tsárskoye Seló en San Petersburgo en la Rusia imperial. Hija de  Maria Alexandrovna (de soltera Kovalkova) y Dmitri Ilyich Mukhanov. Mukhanova sirvió en el Palacio Imperial como dama de honor. El 3 de febrero de 1903 se casó con el conde Feydor Mikhailovich Nirod, teniente del Regimiento Ecuestre de la Guardia Imperial.  Tuvieron dos hijos, Feydor (1907-1996) y Marina. El conde murió en 1913 con treinta y seis años, tras someterse a una cirugía fallida. Su muerte sumió a Nirod en un colapso mental y pasó un año recibiendo tratamiento en San Petersburgo y Wiesbaden, antes de regresar a Tsárskoye Seló para cuidar de sus hijos.
Al estallar la Primera Guerra Mundial, el hospital de Tsárskoye Seló estaba preparado para la guerra. Además Vera Gedroitz capacitó a mujeres nobles para que trabajaran allí como enfermeras. Nirod se formó como enfermera quirúrgica y trabajó en el hospital. Ella y sus hijos vivían en el dormitorio del palacio y eran vecinos de Gedroits. Cuando estalló la Revolución de Febrero, la seguridad de los nobles en San Petersburgo era muy poca. Bajo la protección de un exsenador y de los monjes del Monasterio de las Cuevas de Kiev, Nirod y sus hijos, junto con María Nikolaevna Ignatieva y Zoya Nikolaevna Rodzianko huyeron de Leningrado y llegaron a Kiev en 1918. Tras algunos meses en el monasterio, Nirod y Gedroits se mudaron con los niños a un apartamento. Las dos mujeres vivieron como una pareja casada.
Al igual que en San Petersburgo, la condesa trabajó como enfermera quirúrgica para Gedroits. Fueron arrestadas varias veces. El hijo de Nirod recordó un incidente en el que regresó a la casa y encontró a los agentes dentro que las iban a arrestar. La pareja desapareció durante algunos meses. Según su vecina, la artista Irina Dmitrievna Avdiyeva, Gedroits había operado con éxito a un poderoso benefactor, que les protegía. Después que Gedroits fue destituida de su puesto docente en 1930, compró una granja en las afueras de Kiev, donde vivieron hasta su muerte en 1932. Tras la muerte de Gedroits, la propiedad se vendió y Nirod vivió durante un tiempo en un monasterio, hasta que compró una propiedad en el pueblo de Trotsche, cerca de la ciudad de Zhytomyr, donde regentó una farmacia en la que suministraba medicinas gratuitas a los pobres.
Murió el 11 de octubre de 1965 en Kiev y fue enterrada en el cementerio de Baikove. Su hijo, Feydor, se convirtió en artista, conocido por su trabajo escenográfico para la Ópera Nacional de Ucrania.